# Tirage contact
Un tirage contact, ou réalisation d'une planche-contact est une opération photographique qui permet d'obtenir sur papier photosensible la version positive d'un négatif. Il est réalisé sans agrandisseur, en posant le négatif développé directement au contact du papier photographique, et en éclairant l'ensemble. Les images ainsi obtenues ont alors exactement les dimensions des images du négatif.
Dans le cas d'un négatif grand format, le tirage contact peut être utilisé pour obtenir l'image finale.
Lorsque le tirage réunit plusieurs vues, il est appelé planche contact, ce qui permet d'avoir un aperçu de la pellicule, très lisible, du fait qu'il est en positif et non en négatif.

## Historique

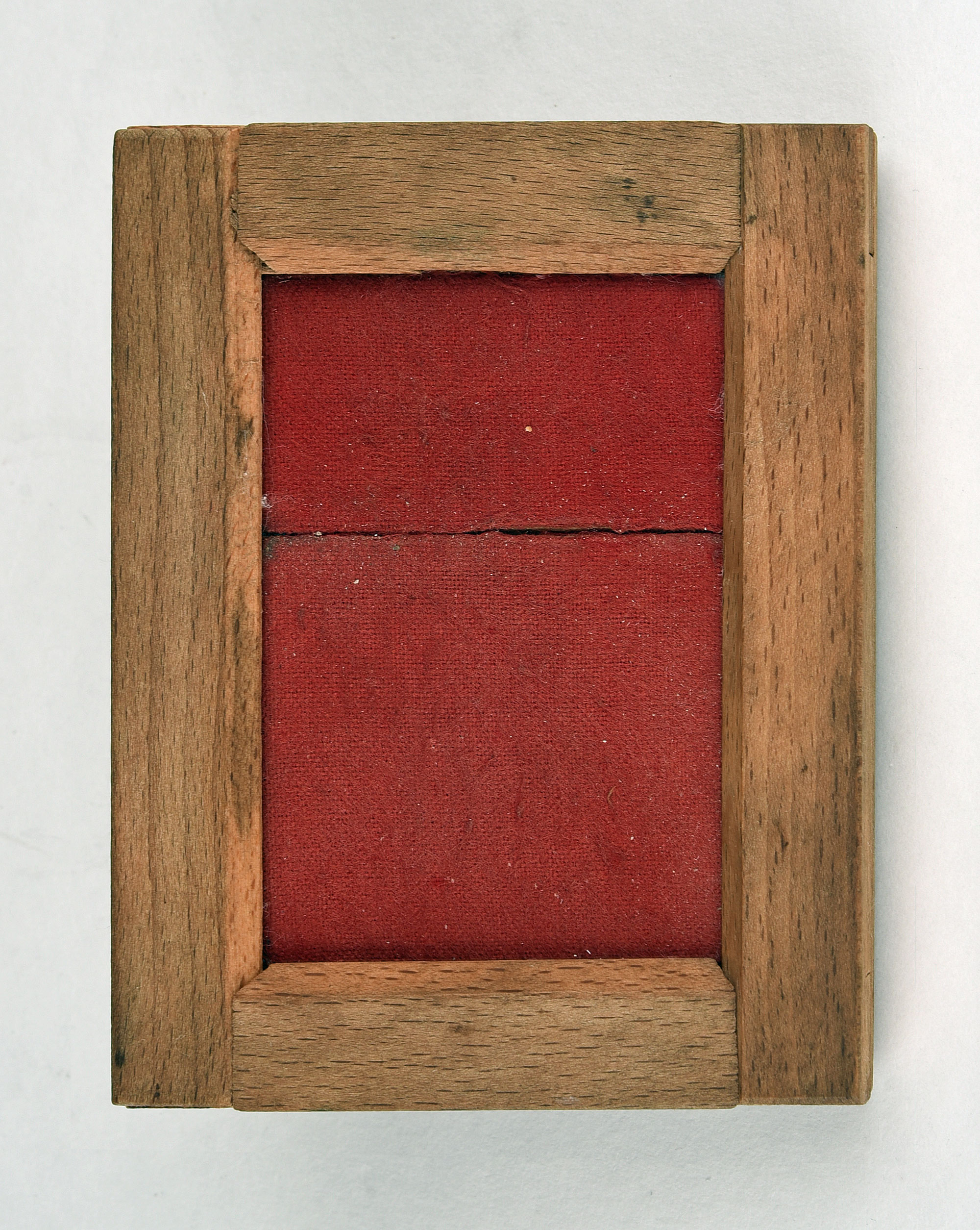
Châssis presse pour le tirage par contact de face

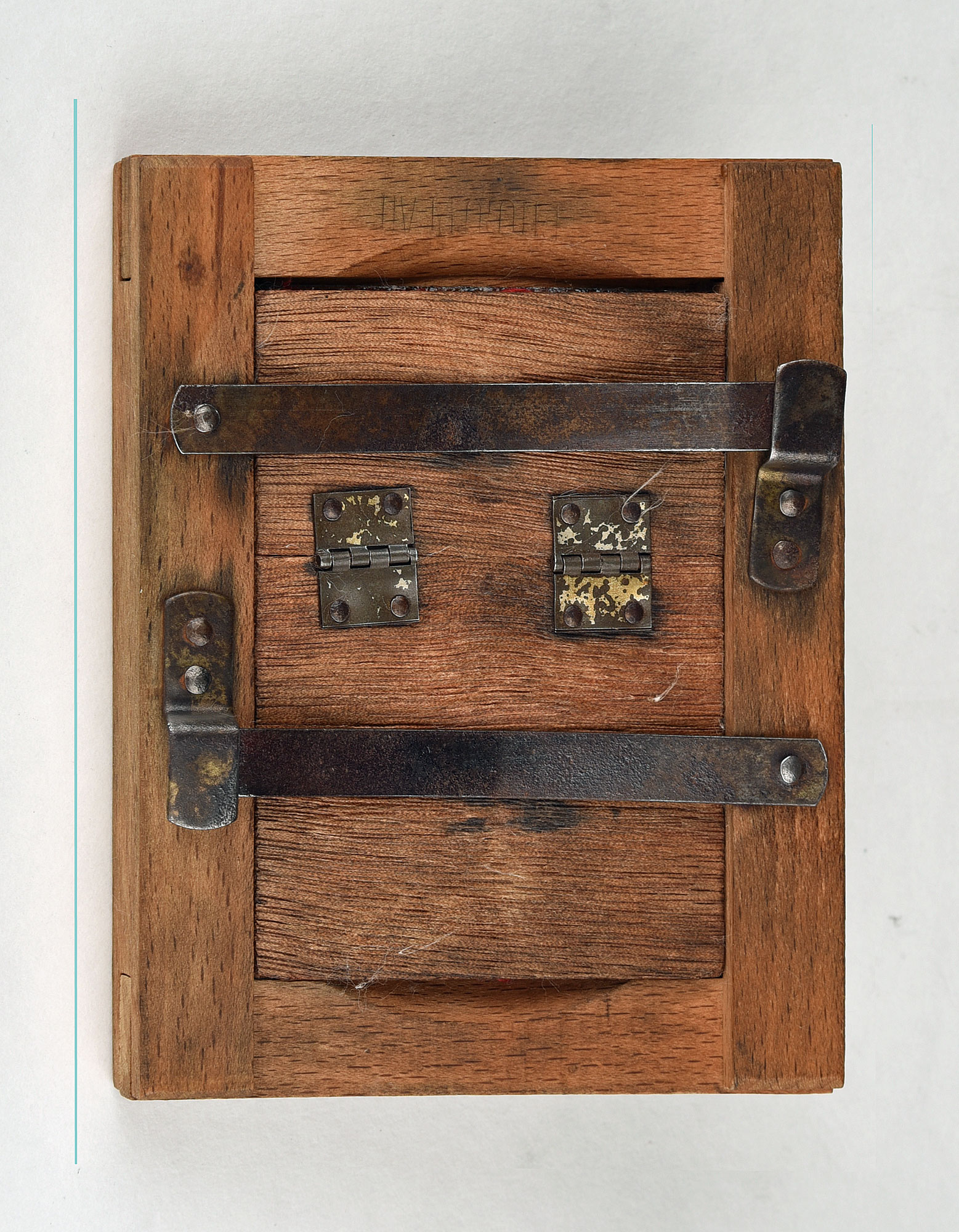
Châssis presse pour le tirage par contact de dos. On voit les deux parties du dos articulées et les deux verrous

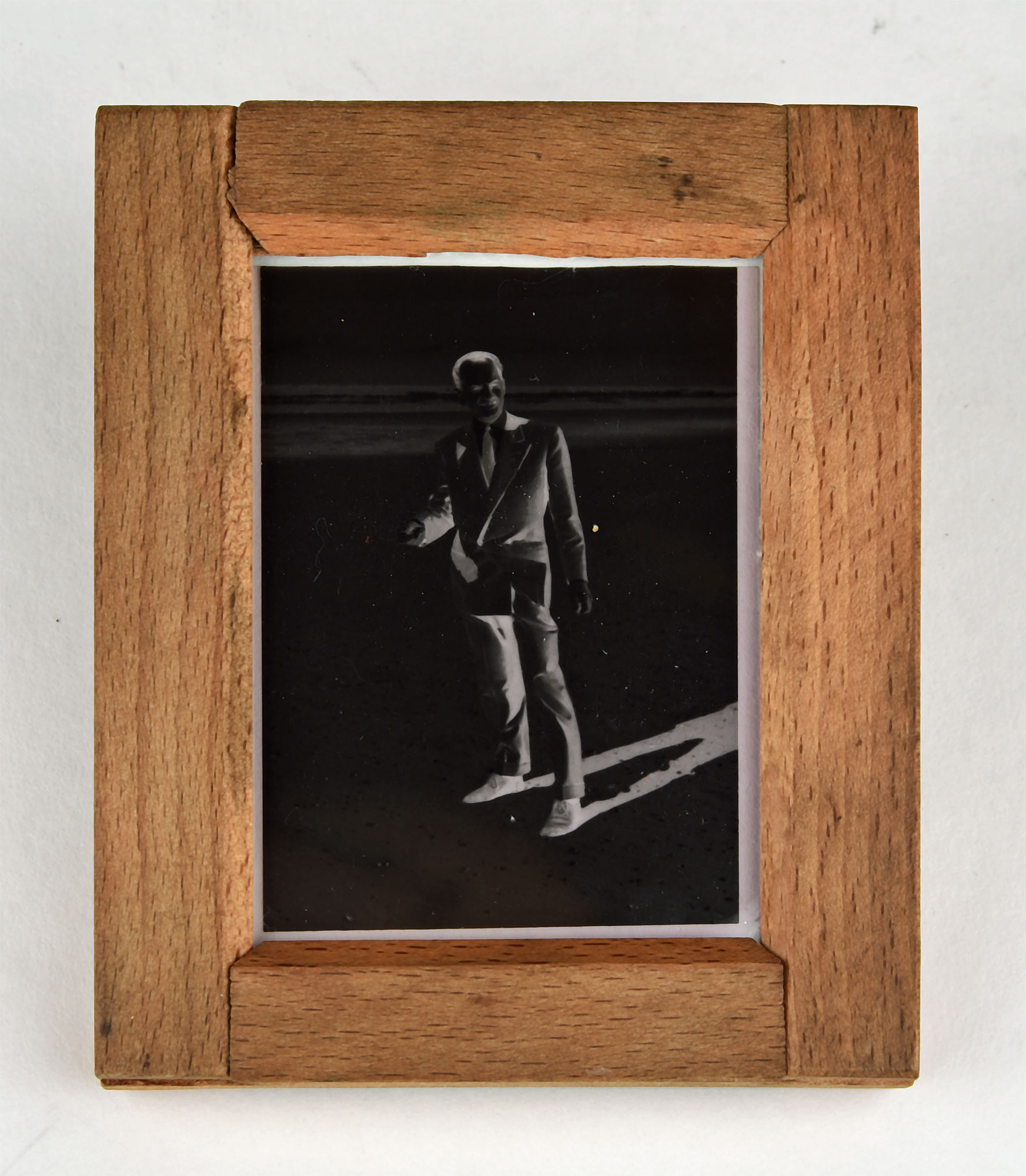
Châssis presse pour le tirage par contact avec le négatif 6 x 9 et le papier en place

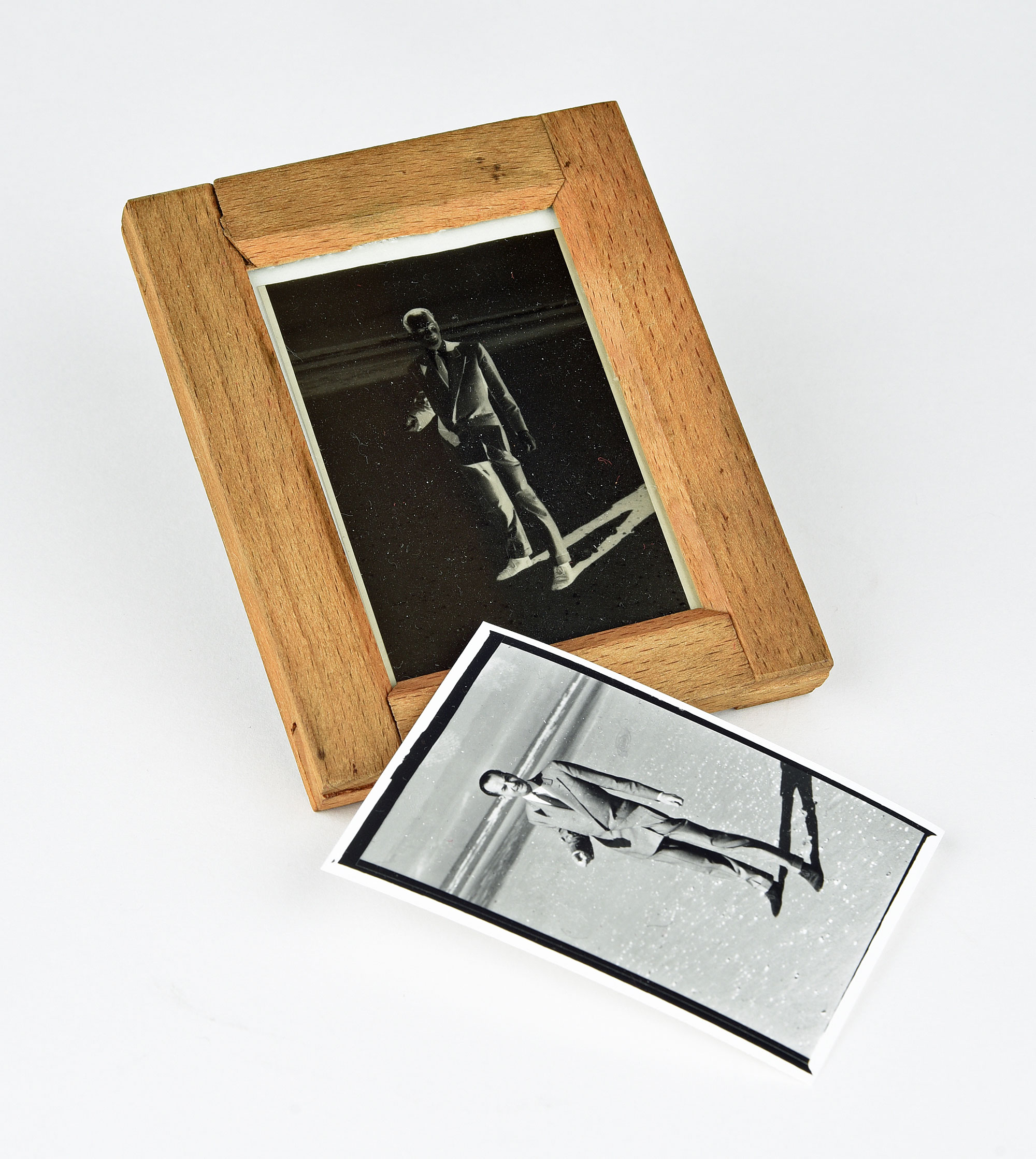
Châssis contact et tirage positif

Le tirage par contact a longtemps été le procédé préféré des amateurs, principalement à cause des formats de négatifs relativement importants utilisés à l'époque et de l'utilisation du papier Velox inventé par Leo Baekeland. Le papier Velox (aussi appelé papier à noircissement direct) qui noircissait directement quand il était exposé à la lumière permettait de faire des tirages contact à l'aide d'un simple cadre vitré qui permettait d'insoler le tirage en vérifiant la progression de la formation de l'image. Un simple bain d'hyposulfite de soude permettait de bloquer le noircissement. Ce procédé ne nécessitait pas de laboratoire ce qui représentait un gros avantage pour les amateurs. 
Il existait des tireuses par contact constituées d'une boite à lumière contenant une ampoule actinique (et parfois une ampoule inactinique allumée en permanence pour faciliter les manipulations). Une vitre fermait le haut de la boite. On y posait le négatif immobilisé par des lames en acier (émulsion au-dessus) avant de placer par-dessus une feuille de papier sensible (émulsion en dessous). Un couvercle sur charnière se rabattait alors sur le tout, maintenant papier et négatif. Un contact électrique actionné en fin de course du couvercle allumait la lampe actinique pour exposer le papier, la durée d'exposition étant "mesurée" par l'opérateur en comptant les secondes. 
Avec la généralisation du « petit format » 24 × 36 mm, le tirage à l'agrandisseur en laboratoire devenait une nécessité.

## Tirage grand format
Les négatifs de grand format, réalisés par exemple avec une chambre photographique, contiennent typiquement une seule vue par film (plan film). Le tirage contact peut alors être utilisé pour obtenir directement l'image finale.
Ce procédé est d'autant plus utilisé que le format du négatif est grand. En effet, un négatif 4 × 5” donne des images relativement petites (95 × 120 mm), et qui peuvent être facilement agrandies. Un négatif 8 × 10”, en revanche, donne des images d'une taille confortable (proche d'un format A4), et il est difficile de trouver des agrandisseurs capables d'accepter de tels négatifs. Le tirage contact est donc la méthode de tirage la plus adaptée à ces grands formats.

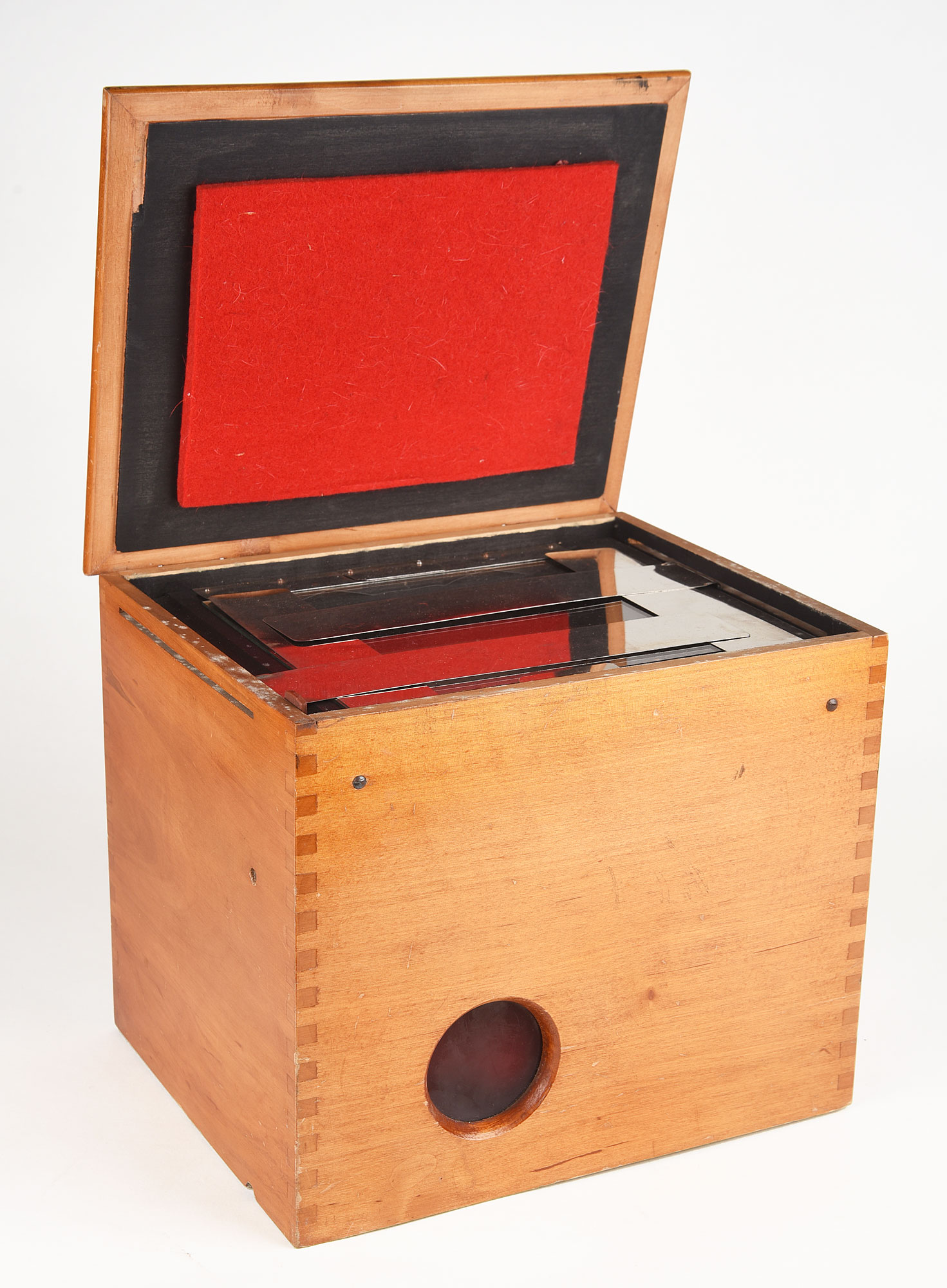
Tireuse Planox pour la réalisation rapide de tirages par contact

## Principe
Le tirage contact utilise le même principe de base qu'un tirage photographique classique : le négatif est projeté sur une feuille de papier photosensible, et celui-ci est ensuite développé. La différence réside dans le fait que, dans un tirage classique, l'image du négatif est projetée sur le papier à l'aide d'un agrandisseur. Dans un tirage contact, en revanche, il n'y a aucune optique entre le négatif et le papier : l'image est transférée en projetant de la lumière à travers le négatif qui est directement au contact du papier.
La procédure classique pour réaliser une planche contact à partir d'un négatif de petit ou moyen format est la suivante (les opérations doivent se faire en lumière inactinique)  :
1. Placer une feuille de papier photosensible sous une source de lumière (éteinte). On utilise souvent un agrandisseur simplement parce que cette source est souvent disponible dans un laboratoire photo, mais n'importe quelle autre source de lumière actinique peut convenir.
2. Placer le film, coupé en bandes, sur le papier sensible. Le film et le papier doivent être placés émulsion contre émulsion, afin d'avoir la meilleure netteté, et aussi afin d'avoir des images à l'endroit.
3. Plaquer une vitre propre sur le film, afin de maintenir un contact intime entre celui-ci et le papier.
4. Insoler le papier, à travers la vitre et le négatif, pendant quelques secondes.
5. Retirer la vitre et le négatif.
6. Développer le papier normalement, comme n'importe quel tirage.

Dans le cas d'un tirage grand format, on peut utiliser un châssis-presse pour contrôler la pression de la vitre sur le papier.

## Planche contact

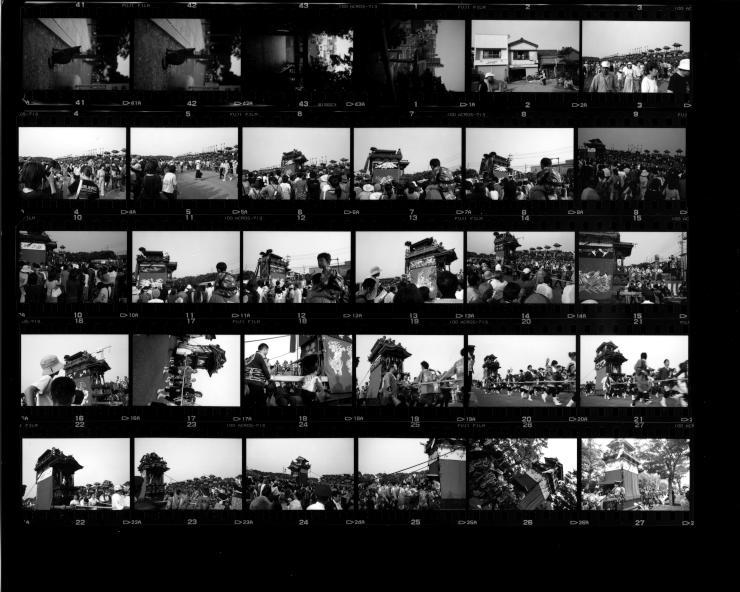
Planche contact d'un film noir et blanc de 35 mm.

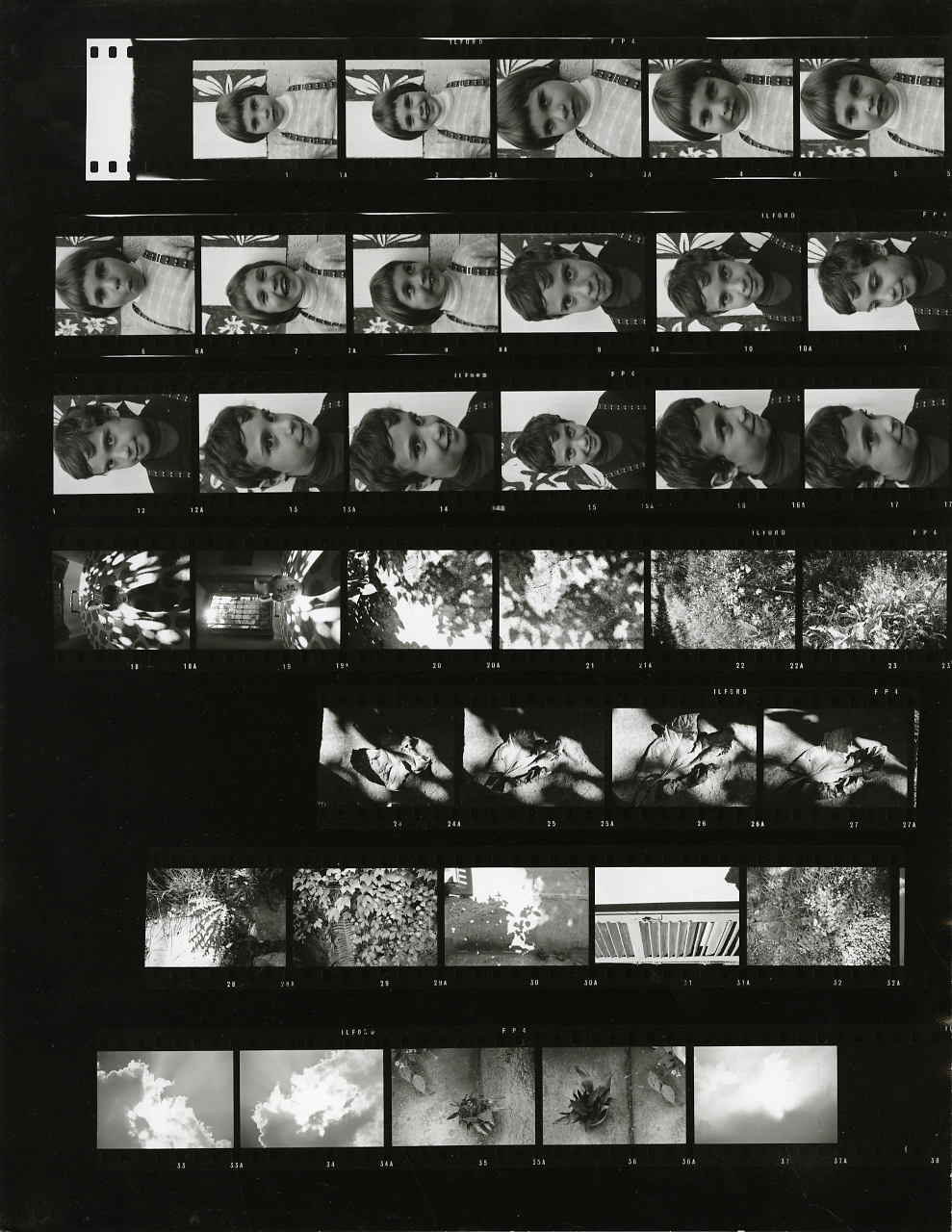
Planche contact. Photo par Paolo Monti, 1975.

Avec des négatifs petit et moyen format, il est d'usage de tirer l'ensemble d'un film, découpé en bandes, sur une même feuille de papier photographique. Le tirage ainsi obtenu est alors appelé planche contact. Il ressemble à une matrice de vignettes qui contient toutes les images du film en petites dimensions (aux dimensions réelles des négatifs).
La planche contact permet au tireur d'avoir une vue globale du film et, à l'aide d'une loupe, d'évaluer en détail chaque vue. Elle est utilisée pour sélectionner les vues qui méritent d'être agrandies, et pour estimer le travail à effectuer sur celles-ci (recadrage, masquages, retouches…). Une telle évaluation serait difficile à faire sur le négatif lui-même, à cause de l'inversion des tons. De plus, elle exposerait le négatifs à un plus grand risque de rayures et de traces de doigts.